# Schaeffersheim
Schaeffersheim (Schäffersheim in tedesco) è un comune francese di 810 abitanti situato nel dipartimento del Basso Reno nella regione del Grand Est. Si trova a 23 chilometri a sud-ovest del capoluogo della regione, Strasburgo, a ridosso del confine con la Germania.

## Società

### Evoluzione demografica
Abitanti censiti